# Newton-by-the-Sea
Newton-by-the-Sea è una parrocchia civile dell'Inghilterra, appartenente alla contea del Northumberland.